# 1356 Nyanza
1356 Nyanza (1935 JH) là một tiểu hành tinh vành đai chính được phát hiện ngày 3 tháng 5 năm 1935 bởi C. Jackson ở Johannesburg (UO).